# 전라남도순천교육지원청
전라남도순천교육지원청(全羅南道順川敎育支援廳, Suncheon Office of Education)은 전라남도교육청 산하 교육지원청이다. 전라남도 순천시 연향동에 소재해있으며, 순천시를 관할한다.
교육장은 장학관으로 보한다.

## 산하 기관

### 유치원
| - 순천율산유치원 - 신대유치원 - 순천비봉유치원 - 순천정원유치원 - 순천북유치원 | - 성모유치원 - 제일유치원 - 순천제일대학교부설유치원 - 새싹유치원 - 연향석화유치원 - 꿈초롱유치원 - 해나라유치원 - 민들레유치원 - 청솔장미유치원 - 안데르센유치원 - 아이미소유치원 - 힘스유치원 - 킨더캐슬유치원 - 에코드림유치원 - 기린숲유치원 |

### 초등학교
| - 낙안초등학교 - 동명초등학교 - 동산초등학교 - 매안초등학교 - 별량초등학교 - 상사초등학교 - 송광초등학교 - 송산초등학교 - 순천남산초등학교 - 순천남초등학교 - 순천대석초등학교 | - 순천도사초등학교 - 순천봉화초등학교 - 순천부영초등학교 - 순천북초등학교 - 순천비봉초등학교 - 순천삼산초등학교 - 순천성남초등학교 - 순천성동초등학교 - 순천신흥초등학교 - 순천연향초등학교 - 순천왕운초등학교 | - 순천왕조초등학교 - 순천왕지초등학교 - 순천용당초등학교 - 순천율산초등학교 - 순천이수초등학교 - 순천인안초등학교 - 순천조례초등학교 - 순천중앙초등학교 - 순천풍덕초등학교 - 순천향림초등학교 - 좌야초등학교 | - 승주초등학교 - 외서초등학교 - 월등초등학교 - 주암초등학교 - 창촌초등학교 - 팔마초등학교 - 해룡초등학교 - 황전초등학교 - 신대초등학교 |

### 중학교 (남녀공학 전환)
| - 순천금당중학교 - 순천낙안중학교 - 순천남산중학교 - 순천동산중학교 - 순천매산중학교 - 순천별량중학교 | - 순천삼산중학교 - 순천승남중학교 - 순천승주중학교 - 순천승평중학교 - 순천신흥중학교 | - 순천세빛중학교 - 순천연향중학교 - 순천왕운중학교 - 순천왕의중학교 - 순천월전중학교 - 순천이수중학교 | - 순천주암중학교 - 순천팔마중학교 - 순천풍덕중학교 - 순천향림중학교 - 한국바둑중학교 |

### 고등학교
| - 순천고등학교(공립 남학교) - 순천여자고등학교(공립 여학교) - 순천제일고등학교 - 순천팔마고등학교 - 순천복성고등학교 - 순천공업고등학교(공립 남학교) | - 한국바둑고등학교 - 순천미래과학고등학교 - 순천매산고등학교(사립 남학교) - 순천금당고등학교(사립 남학교) - 순천효천고등학교 - 순천매산여자고등학교(사립 여학교) | - 순천강남여자고등학교(사립 여학교) - 순천효산고등학교 - 순천청암고등학교(사립 여학교) |